# Saltaro de Zori-Gunale
Saltaro (fl. XII secolo) è stato Giudice di Gallura agli inizi del XII secolo, ma l'esatta datazione del suo regno ed i suoi legami famigliari, rimangono oscuri.
Da documenti storici sappiamo che fece una donazione all'Arcidiocesi di Pisa, poi confermata nel 1116 da Ittocorre de Gunale, nella quale si afferma che Saltaro risulta encus mortuus est, idest sine haeredibus ("già morto, senza eredi"). La sua famiglia comunque fu quella degli Zori e dei Lacon-Gunale, quest'ultima imparentata con altri Giudici sardi.
Si ipotizza perciò che Saltaro possa essere un figlio e successore del Giudice Costantino I di Gallura e che precedette Torchitorio di Gallura sul trono; oppure potrebbe essere un figlio dello stesso Torchitorio che precedette per breve tempo il regno di Ittocorre. La terza ipotesi infine anticipa ulteriormente il suo regno, presumendo che Saltaro possa aver regnato brevemente tra i Giudici Manfredi di Gallura ed Ubaldo di Gallura.